# Baljkovica (Zvornik)
Pour les articles homonymes, voir Baljkovica.
Baljkovica (en serbe cyrillique : Баљковица) est un village de Bosnie-Herzégovine. Il est situé dans la municipalité de Zvornik et dans la république serbe de Bosnie. Selon les premiers résultats du recensement bosnien de 2013, il ne compte plus aucun habitant.
À la suite des accords de Dayton, une partie du village de Baljkovica, c'est-à-dire les hameaux de Muhamedbegovici et de Tijanici, a été rattachée à la municipalité de Sapna, intégrée à la fédération de Bosnie-et-Herzégovine.

## Démographie

### Évolution historique de la population dans la localité
| 1948 | 1953 | 1961 | 1971 | 1981 | 1991 | 2013 |
| ---- | ---- | ---- | ---- | ---- | ---- | ---- |
| -    | -    | 602  | 572  | 629  | 595, | 0    |

|  |

### Communauté locale
En 1991, la communauté locale de Baljkovica comptait 939 habitants, répartis de la manière suivante :